# オールスター家族対抗歌合戦
『オールスター家族対抗歌合戦』（オールスターかぞくたいこううたがっせん）は、1972年10月1日から1986年9月28日までフジテレビ系列で毎週日曜日20:00 - 20:54 (JST) に放送された、芸能人とその家族による歌合戦番組である。
地上波フジテレビ系列で全699回続いた後、2016年よりBSフジで単発特別番組として放送されている。

## 概要
1972年10月1日放送開始。毎週芸能人やその他著名人の家族が5組出場し、彼らが司会の萩本欽一との突っ込みありの爆笑トークを繰り広げた後に歌を披露していた。時期によっては「招待家族」として芸能人や著名人以外の一般募集の家族が1組出場することがあった。
萩本は放送開始から1984年6月24日放送分まで約11年9か月間にわたって司会を担当。また、萩本卒業の翌月となる1984年7月より2代目司会者として『小川宏ショー』（1965年 - 1982年）の司会者だった小川宏（元NHKアナウンサー）が就任、最終回まで務めた。
この番組の代表的な出場者として、芸能人では若原一郎・若原瞳一家、ジェリー藤尾・渡辺友子一家、東八郎一家、細川たかし一家、ヒデとロザンナ一家、コント55号で萩本の相方だった坂上二郎一家、フリーアナウンサーの押阪忍・栗原アヤ子一家や、当時フジテレビのアナウンサーだった逸見政孝一家、また当時関西テレビ放送のアナウンサーであった桑原征平一家なども出場していた。
さらに、岩崎宏美の妹・岩崎良美や、荻野目慶子の妹でテレビアニメ『みゆき』で既に声優デビューしていた荻野目洋子も、レコードデビュー前に出場している。
萩本にとっては日本テレビ系『スター誕生!』及びこの番組の前身番組である『世紀のびっくりショー』に続いてコント55号を離れた一人仕事であり、その後の彼のスタイルである"素人いじり"の原点がこの番組である。
取り上げられる歌は、当時の代表的な歌謡曲のほか、子供向けの歌（子連れの場合）、懐メロなども多かった。フジテレビ以外の番組のテーマ曲や、懐メロを子供も含む家族みんなで歌うこともあった。一方で、フジテレビの番組らしく「飛び出せヤクルトスワローズ」が歌われることもあった。
過去に収録で出場した建築作業員の一家がいたが、放送の1週間前に建築現場での不慮の事故によって死亡した際にはフジテレビ局内で放送中止が検討されたが、遺族から「元気だった夫を見たい」との要望で放送。その際、テロップという形で訃報を伝えた。
また、オープニングに流れる『ドレミの歌』の替え歌（タイトルコール後、最初にダン池田がティンパニで「ドレミファソラシドレ」の9音に続き演奏開始）に乗って出演者が登場するのも定例で、引き続いて出演者に「ドレミファソラシド」を言わせながらスポンサークレジットとなっていた（初期には萩本ら司会陣が「ドレミファソラシ、ド〜♪」と締めくくっていた）。
エンディングソングは開始当初は『ドレミの歌』のスキャット版だが、後に番組独自のテーマソング（不定期に変更。視聴者への楽譜の配布もあった）で、始めは出演者全員で歌っているものの、途中からオランダのチューリップ、風車など同国内各所の映像となり、最後に海外旅行タイアップのKLMオランダ航空の航空機の映像で締めくくった。

### 番組の終焉
1986年9月28日放送をもって、14年間にわたる歴史に幕を下ろした。なお、最終回を迎えたのは、放送700回まであと1回だった。番組はその後も同年7月から9月まで「終了特別企画」と銘打ち、同時間帯でプロ野球のナイター中継を挿みながらも、出場家族の名場面などを放送していた。
この番組の終了を決断したのは、この番組の放送開始時点ではアシスタントディレクターだったが、番組終了時点ではプロデューサーまで登りつめた浜口哲夫で、その際に「笑いの質の変化」を感じていたという。浜口は後のインタビューで「萩本欽一の時代からビートたけしの時代に変わり始めていたんです。」とした上で、「テレビにおけるバラエティーショーのベースにある笑いの質が確実に変わり始めていたんです。」と説明している。その上で、「僕は欽ちゃんから、“誰かの欠点をあげつらったり、弱い者いじめしたりして笑いをとるな”と学びました。でも、時代は確実にブラックギャグ、ビートたけしの毒ガスの時代に変わった。それはたけしさん個人の責任や影響ではなくて、時代がそうなっていたんです。」とも述べている。
実際に1985年4月からは、裏番組で日本テレビが日曜20時枠にビートたけしを起用した『天才・たけしの元気が出るテレビ!!』の放送を始めていて、浜口も「『家族対抗』の視聴率がジリジリと下がっていくのを見て、“これは放っておくと哀れな末路になるな”と思ったので、“まだ元気なうちにやめてしまおう”と決断しました。」と番組終了の決断について語っている。

### BSフジでの復活
レギュラー放送終了から30年後の2016年より、BSフジにて年2回ペースの不定期特番として放送されている。司会は萩本の愛弟子の東貴博が務めている。

## ルール
- 一回戦では各チームが一人ずつ3曲歌唱した。2チームが決勝に進出して（チーム全員で歌唱する）優勝を争った。優勝が決定すると、天井に吊るされていたくす玉が割られて（くす玉が割られるシーンは映らず）大量の紙吹雪とたくさんの風船（子供たちへのプレゼント。風船は毎回参加者の子供たちが拾っている場面が放送され、その風船を持ち帰るのが定番であった）が降り、KLMオランダ航空で行く海外旅行（バンコク旅行）を獲得できた。因みに時たま萩本の優勝チームへのインタビューの際に、割られたくす玉が映される時があり、金色のくす玉に色とりどりの紙テープと『おめでとう！』の懸垂幕がついていた。
- グランドチャンピオン大会では優勝チーム6組が進出し、3チームずつ2ブロックに分けられていた。一回戦では全員で歌を歌い、それぞれ1チームずつが決勝進出。決勝戦でも引き続き全員で歌い、グランドチャンピオンを決定。審査員長からゴールデントロフィーが手渡されてヨーロッパ旅行獲得となった。
- まれに決勝に進出したチームの両方が優勝することもあった（末期には常態化した）。決勝進出を逃したチームにも「ハッスル賞」「ユーモア賞」「アットホーム賞」があり、結果として出場全チームが必ず何かの賞を貰うことができた。それぞれの賞受賞チームにも、協賛各社提供による商品（東鳩製菓のお菓子詰め合わせ、フランスベッドの寝具他）が贈呈された。一時萩本時代末期、2代目司会者小川宏時代初期には全チームの歌が終わった後に優勝チームを決めるルールがあった。
- なお中期からは、一定のテーマに沿った家族が出場する「スペシャル大会」が年に何回か行われていた。音痴芸能人や家族が出場する「かわいそう家族大会」では、細川たかしの実父や斉藤清六が常連として出場していた。

## セット
ブルーバックにY字型の電飾があり、それと同じ位置にオーケストラピットが位置していた。また、審査員席は客席の最前列に位置していた。さらに番組初期においては、ステージ奥上方（ホリゾント）部に天井から吊り下げた「オールスター家族対抗歌合戦」のタイトルロゴとスポンサー名が書かれていた。

## 出演者

### 司会
- 初代：萩本欽一（1972.10.1 - 1984.6.24）
- 2代目：小川宏（1984.7.1 - 1986.9.28）

### アシスタント
萩本司会時代
- 初代：奈良富士子（1972.10 - 1973.9）
- 2代目：あさかまゆみ（1973.10 - 1976.6）
- 3代目：高木しげ美（1976.7 - 1978.3）
- 4代目：坂下裕子 （1978.4 - 1984.6）

小川司会時代
- 5代目：菅原歌織（菅原洋一の娘、1984.7 - 1986.3）
- 6代目：榊原郁恵（1986.4 - 9）

### 審査員
- 古関裕而 - 萩本欽一とともに降板。
- 近江俊郎 - 萩本が人気復活に貢献させる。
- 水の江滝子
- 立川清登[5]
- ダン池田 - 演奏バンド「ダン池田とニューブリード」のバンドマスターだが、番組中は別のメンバーがバンドマスターだった[6]。
- 塚田茂 - 番組の構成・監修を担当していた。
- 東八郎[7] - 1984年7月から最終回まで。
- 木原光知子
- 出門英

など
1994年の復刻版
- 明石家さんま
- 関根勤
- 瀬川瑛子
- 関根潤三（当時フジテレビ野球解説者）
- 露木茂（当時フジテレビアナウンサー）

## スタッフ
- コーラス：サンフラワーズ
- 演奏：ダン池田とニューブリード
- 構成：塚田茂、柴田昭
- 音楽：半間巌一、小泉宏
- 美術：高橋幸夫
- 技術：松本昌明
- 照明：山際邦康
- ディレクター：藤田洋一、小池比呂志
- プロデューサー・ディレクター：浜口哲夫
- 協力：KLMオランダ航空
- 製作著作：フジテレビ

## テーマソング
「ドレミファくんこんにちわ」
歌：朝加真由美（CBSソニー・SOLB 308 A面）
「ハロー・チャーミング」
作詞：さいとう大三 / 作曲：佐藤健 / 編曲：高田弘 / 歌：朝加真由美（CBSソニー・06SH 33 A面）
「みんなで幸せ!」
作詞：芳野薫 / 作曲：佐藤義彦 / 編曲：高田弘 / 歌：坂下裕子（キングレコード・GK-204 B面）
「歌声とんでゆけ!」
作詞：芳野薫 / 作曲：佐藤義彦 / 編曲：高田弘 / 歌：坂下裕子（キングレコード・GK-204 A面）
「笑顔が大好き」
作詞：松本ひとみ / 作曲：小泉宏
「愛・愛・愛」
作詞：なかにし礼 / 作曲：出門英

## 放送時間
いずれもJST、フジテレビでの放送時間。
- 日曜 20:00 - 20:56（1972年10月 - 1973年9月）
- 日曜 20:00 - 20:55（1973年10月 - 1975年9月）
- 日曜 20:00 - 20:54（1975年10月 - 1986年9月）

## 正月特集
毎年一発目の放送は、1977年までは「新春グランドチャンピオン大会」を放送していたが、1978年からは（1979年を除き）「正月特集」という企画物を放送していた。枠も後期から拡大し、また生放送で行う様になった。ここでは「グランドチャンピオン」以外の「正月特集」を取り上げる（特記されてない放送枠は通常枠）
新春お楽しみ大会 審査員ヒットパレード
1978年1月1日放送。初の正月特集で、しかも史上唯一の「元日」放送となった。ゲストは高田浩吉、ジェリー藤尾、久保明ほか。
賀正おめでた家族大会
1980年1月6日放送。前年の1979年は「グランドチャンピオン」を放送したので、2年振りの正月特集。ゲストは黒澤久雄・林寛子、若原一郎・若原瞳、佐竹明夫ほか。
新春初笑い五福神大会
1981年1月4日放送。「漫才ブーム」にちなみ、B&B・ツービート・ザ・ぼんちなどといった漫才師が出演。
新春生放送!歌う家族に福が来る
1982年1月3日と1983年1月2日の19:00 - 20:54に放送。初の2時間拡大版で、しかも初の生放送。2回とも8組の芸能人家族が出演し、審査は選ばれた視聴者が担当した。
欽ちゃんファミリー対抗歌合戦
1984年1月3日（火曜日）の18:33 - 20:54に放送（『火曜ワイドスペシャル』扱いはされず。18:30には予告番組を別途放送）。風見しんご、見栄晴、関根勤、倉沢淳美、高橋真美などの「欽ちゃんファミリー」が出演。この年は1978年以来1月1日が日曜日になったが、当日は『元旦!笑っていいとも!特大号』（18:03 - 20:00）と『新春スターかくし芸大会』（第1部。20:03 - 22:30）が編成されたため、初めて日曜以外での放送となった。
新春生放送!!欽ちゃん・宏のファミリー対抗歌合戦
1985年1月3日（木曜日）の18:35 - 20:54に放送（18:30には予告番組を別途放送）。小川体制になって初の正月特集だが、前任の萩本も出演、新旧司会者の共演と相成った。またゲストには萩本時代の審査員であった立川清登も参加した。
五元生中継!わが家の新春歌合戦
1986年1月5日に放送。小川体制では唯一の単独担当で、また1981年以来5年振りの通常枠放送。ゲストは梅沢富美男、大沢逸美、クラッシュギャルズ、稲川淳二ほか。

## ネット局
系列は放送終了時点のもの。遅れネットの放送局では主に週末の昼に放送された。
| 放送対象地域           | 放送局         | 系列                                         | 備考 |
| ---------------------- | -------------- | -------------------------------------------- | --- |
| 関東広域圏             | フジテレビ     | フジテレビ系列                               | 制作局 |
| 北海道                 | 北海道文化放送 | フジテレビ系列                               | |
| 青森県                 | 青森放送       | 日本テレビ系列 テレビ朝日系列                | 1975年3月までは日本テレビ系単独加盟局                                                                                                 |
| 岩手県                 | テレビ岩手     | 日本テレビ系列                               | 1980年3月まではテレビ朝日系列とのクロスネット局                                                                                       |
| 宮城県                 | 仙台放送       | フジテレビ系列                               | |
| 秋田県                 | 秋田テレビ     | フジテレビ系列 テレビ朝日系列                | 1981年3月までフジテレビ系単独加盟局                                                                                                   |
| 山形県                 | 山形テレビ     | フジテレビ系列                               | 1975年4月から1980年3月まではテレビ朝日系列とのクロスネット局                                                                          |
| 福島県                 | 福島テレビ     | フジテレビ系列                               | 1975年10月より 1983年3月まではTBS系列とのクロスネット局                                                                               |
| 山梨県                 | 山梨放送       | 日本テレビ系列                               | |
| 新潟県                 | 新潟総合テレビ | フジテレビ系列                               | 現・NST新潟総合テレビ 1981年3月までは日本テレビ系列・テレビ朝日系列とのクロスネット局 1983年9月まではテレビ朝日系列とのクロスネット局 |
| 長野県                 | 長野放送       | フジテレビ系列                               | |
| 静岡県                 | テレビ静岡     | フジテレビ系列                               | |
| 富山県                 | 富山テレビ     | フジテレビ系列                               | |
| 石川県                 | 石川テレビ     | フジテレビ系列                               | |
| 福井県                 | 福井テレビ     | フジテレビ系列                               | |
| 中京広域圏             | 東海テレビ     | フジテレビ系列                               | |
| 近畿広域圏             | 関西テレビ     | フジテレビ系列                               | |
| 島根県・鳥取県         | 山陰中央テレビ | フジテレビ系列                               | |
| 広島県                 | テレビ新広島   | フジテレビ系列                               | 1975年9月の試験放送から同時ネット |
| 山口県                 | テレビ山口     | TBS系列 フジテレビ系列                       | 1978年9月まではテレビ朝日系列とのクロスネット局                                                                                       |
| 岡山県 →岡山県・香川県 | 岡山放送       | フジテレビ系列                               | 1979年3月までの放送エリアは岡山県のみ 1979年3月まではテレビ朝日系列とのクロスネット局 クロスネット時代は遅れネットで放送              |
| 香川県                 | 瀬戸内海放送   | テレビ朝日系列                               | 1979年3月の岡山・香川の電波相互乗り入れまで                                                                                           |
| 徳島県                 | 四国放送       | 日本テレビ系列                               | |
| 愛媛県                 | 愛媛放送       | フジテレビ系列                               | 現・テレビ愛媛 |
| 高知県                 | 高知放送       | 日本テレビ系列                               | |
| 福岡県                 | テレビ西日本   | フジテレビ系列                               | |
| 佐賀県                 | サガテレビ     | フジテレビ系列                               | |
| 長崎県                 | テレビ長崎     | フジテレビ系列 日本テレビ系列                | 土曜昼（後に日曜昼）放送 |
| 熊本県                 | テレビ熊本     | フジテレビ系列 テレビ朝日系列                | 1982年3月までは日本テレビ系列とのクロスネット局                                                                                       |
| 大分県                 | テレビ大分     | フジテレビ系列 日本テレビ系列 テレビ朝日系列 | [ 17 ] |
| 宮崎県                 | テレビ宮崎     | フジテレビ系列 日本テレビ系列 テレビ朝日系列 | 1975年3月頃は月曜20時から、1981年9月頃は日曜10時からの時差ネット 1981年10月から当番組終了までは金曜19時からの時差ネット               |
| 鹿児島県               | 鹿児島テレビ   | フジテレビ系列 日本テレビ系列                | 1982年9月までテレビ朝日系列とのクロスネット局                                                                                         |
| 沖縄県                 | 沖縄テレビ     | フジテレビ系列                               | |

## その他
- 出場した家族のメンバーによっては演奏が終わっても歌い続ける者もいたが、その人が歌い終わると同時でオーケストラが即興で簡単な後奏をつけていた。
- 映画『がんばれ!ベアーズ大旋風 -日本遠征-』（1978年 アメリカ合衆国）にも劇中でこの番組が取り上げられ、司会の萩本やアシスタントの高木しげ美、審査員の古関裕而、立川清登、ダン池田、水の江瀧子といった当時の出演者が全員キャストとして出演した。この時は若山富三郎率いる「全日本少年野球チーム」が出場し、実際に優勝するという設定だった。 なおその他の出場チームは若原一郎一家とジェリー藤尾一家の合計3チームだった。
- 2018年現在でも、フジテレビで放送されるワイドショーやバラエティ番組などで出演者の過去を振り返る際、稀にだが当番組の映像が使用されることがある。
  - 1990年にヒデとロザンナの出門英、歌手の若原一郎と立て続けに死去した時には、同じ回に出場したヒデと若原が一緒に歌う映像などが『おはよう!ナイスデイ』『タイム3』で放送された[18]。
  - 1993年12月に逸見政孝が死去した際には、1983年に逸見一家が「めだかの兄妹」（わらべ）を歌う映像[19]が逸見の追悼番組などで放送された。
  - 2005年10月には、松平健と結婚した松本友里が父親（俳優の天野新士）と一緒に出場した時の映像の一部分が、松本の人物紹介の一部として『めざましテレビ』『とくダネ!』などで放送された。松本が2010年11月15日に死去した際にも、翌朝の『とくダネ!』でも結婚時と同様に、天野新士と共演した映像が流れた。
  - 同じく2005年10月、萩本のコント55号での相方だった坂上二郎父娘がシブがき隊の「NAI・NAI 16」を歌う場面が、『ウチくる!?』の坂上がゲストの回において「ウチくる!?君は若かった」コーナーにて紹介した。また坂上が2011年3月10日に死去し、翌11日朝の『とくダネ!』でも『ウチくる!?』での使用時と同様の映像が流された。
  - 上述の天野新士・松本友里と坂上二郎父娘に至っては、1983年4月10日放送の「父と娘大会」に出場した時のもので、同時期に別々の番組において同一回の異なる映像がそれぞれ使われるという珍しい現象が起こった。
- 番組を基にしたコントが『コント55号のなんでそうなるの?』（日本テレビ）で演じられている（結成40周年記念DVD vol2特典映像）。
- 『さんま・一機のイッチョカミでやんす』（日本テレビ）で小堺一機が萩本に扮し、「オールスターイッチョカミ対抗歌合戦」というタイトルで番組をパロディにしたコントが放送された。審査員も古関裕而・近江俊郎・水之江滝子・木原光知子と等身大の写真を飾っていた。
- 1980年春から1982年春までは期首特番として、この番組を流用した番組対抗歌合戦『オールスター春（秋）の祭典スペシャル』が行われており、司会や審査員は当番組と全て同じだった[20]。オープニングでは当番組と同様に「ドレミのうた」に合わせて各番組の出演者が入場。エンディングでは、当時のフジテレビのイメージソング「愛のメッセージ」を歌って締め括った。
- レギュラー放送の終了後も、この番組は萩本欽一の司会により『欽ちゃんスペシャル 帰ってきた家族対抗歌合戦』というタイトルの特別番組として、1994年10月まで不定期に放送された。特に1985年の正月には萩本と小川の両名が司会を務め、彼らとの親交が深いタレントを集めた『ファミリー対抗歌合戦』なる生放送特番が組まれた。1994年時点で審査員の多くが死去していたため、明石家さんま、関根勤などが審査員を担当した。当番組放送前週の『森田一義アワー 笑っていいとも!』及び『笑っていいとも!増刊号』内のトークで収録時のエピソードを明かしていた。
- 1996年3月24日には本番組と同じ枠で放送されていた『ダウンタウンのごっつええ感じ』の1コーナーで家族対抗歌合戦が放送された。同企画ではダウンタウンが司会を務め、パンチ佐藤、神田利則、工藤兄弟、板尾創路（同番組のレギュラー）、木村祐一とその一家が出場した。
- 1997年には『春一番!家族対抗歌合戦』が放送されていたが、こちらの司会もダウンタウンが予定されていたものの、収録数日前に浜田雅功が『ごっつ』の収録で怪我をしたため、彼らと親交の深い今田耕司と東野幸治が司会を務めた。
- 本番組終了翌年の1987年から1995年までの毎年1月には『火曜ワイドスペシャル』にて本番組のプロ野球選手出場版『オールスタープロ野球12球団対抗歌合戦』が放送されていた。
- 2016年1月1日には『歌がうまい王座決定戦SP』をベースにして製作された『超豪華歌うま正月SP 十八番で勝負!! 新春!オールスター対抗歌合戦』が放送された。
- その他、他局ではあるが1992年にTBSで放送された特番『オールスター家族そろって歌合戦』は、同じTBSで1970年代に放送された『家族そろって歌合戦』とこの番組のミックス的な感じである。こちらの司会は高田純次だったが、出演者から「司会が欽ちゃんだったら良かったのに」という意見が本編ラストであった。他、テレビ東京でも同種の特番を『日曜ビッグスペシャル』で2000年頃に板東英二の司会で数回放送していた。
- エンドカードは表示されず（例：「オールスター家族対抗歌合戦 終」。但し、番組初期には表示していたこともあった）、最後のCMが終わった後にやや淡いブルーバックの提供クレジット（フジテレビの女性アナウンサーの声で）で締めただけであった。

## BS復活特番
2016年よりBSフジにて、地上波レギュラー時代のフォーマットをそのまま踏襲した特別番組として放送されている。司会は、萩本の弟子で本番組にも出演経験のある東貴博（Take2）が務め、アシスタントは、出演にあたり2代目アシスタント・あさかまゆみ（朝加真由美）の長女であることが明かされた手塚真生が第4弾まで担当したが、第5弾からは西山喜久恵（フジテレビアナウンサー）がアシスタントを務めている。
地上波レギュラー時代と同じくKLMオランダ航空が協賛しており、優勝チームには、同航空からの海外旅行が贈呈される。

### 出演者

#### 司会
- 東貴博（Take2）

#### アシスタント
- 手塚真生（第1弾〜第4弾）
- 西山喜久恵（フジテレビアナウンサー）（第5弾以降）

ほか

### スタッフ
- EDテーマ：テツandトモ「おんなじ空の下」（第1弾〜第4弾）、「愛・愛・愛」（第5弾以降）
- バックバンド：小泉雄三とファミリー
- 音楽協力：タバタ音楽事務所
- プロデュース：加茂裕治（東京フィルム・メート）、大原信次（ジェイミック）、高橋味楓（ampm）、羽田夏子（にっぽん市）
- プロデュース・総合演出：浜口哲夫（にっぽん市）
- 製作著作：BSフジ

### 放送履歴

#### 復活!オールスター家族対抗歌合戦
2016年7月16日にその第1弾として『復活!オールスター家族対抗歌合戦』が放送された（19:00 - 20:55）。
- 出場家族はテツandトモチーム、水森かおりチーム、西崎あや・莉麻チーム（父・幸広も参加）、アントニオ古賀チーム、北山たけしチーム（義妹・水町レイコも参加）、辰巳琢郎・真理恵チーム、朝加真由美チーム（アシスタントの長女・真生も参加）。決勝には水森チームと朝加チームが進出し、朝加チームが優勝した。
- 審査員は橋幸夫（審査員長）、ロザンナ、尾木直樹、榊原郁恵（6代目アシスタント）、ジェームス三木が務めた。
- 2016年12月29日（木曜日）19:00 - 20:55、2017年8月19日（土曜日）12:00 - 13:55に再放送が行われた。

#### 新春スペシャル!オールスター家族対抗歌合戦
2017年1月2日にその第2弾たる新春特別番組『新春スペシャル!オールスター家族対抗歌合戦』として放送された（19:00 - 21:55）。
- 出場家族ははるな愛チーム、大江裕チーム、福島和可菜チーム、田中健チーム、田尾安志チーム、東朋宏（東貴博の実弟）チーム、由規（東京ヤクルトスワローズ）チーム、ジェリー藤尾チーム、山田まりやチーム。
- 審査員は橋幸夫（審査員長）、ロザンナ、尾木直樹、テツandトモ（前回出場）、アントニオ古賀が務めた。

#### オールスター家族対抗歌合戦・夏休みスペシャル!
2017年8月19日に第3弾、且つ2年連続の夏特番として放送（19:00 - 20:55）。
- 出場家族は有村昆・丸岡いずみチーム、池谷幸雄・直樹チーム、おりも政夫チーム（実娘のおりもりお（織茂璃穏）も参加）、門倉有希チーム、嶋大輔チーム、ドーキンズ英里奈チーム、原口あきまさチーム。
- 審査員は橋幸夫（審査委員長）、ロザンナ、尾木直樹、榊原郁恵、アントニオ古賀、テツandトモ。

#### お正月!オールスター家族対抗歌合戦
2018年1月1日、前年に続いて新春特別番組『お正月!オールスター家族対抗歌合戦』として放送された（18:00 - 19:55）。
- 出場家族は仲本工事チーム、山川豊チーム、田川寿美チーム、大竹七未チーム、野呂佳代チーム、山上兄弟チーム。
- 審査員は橋幸夫（審査員長）、ロザンナ、尾木直樹、榊原郁恵、アントニオ古賀、テツandトモで、前回と同じである。

#### オールスター家族対抗歌合戦・天高く歌きこゆる秋スペシャル
2018年9月15日に第5弾、且つ初の秋特番として放送（19:00-20:55）。
- 出場家族は阿部祐二チーム、井上咲楽チーム、立川隆史チーム、浜田光夫チーム、林家木久扇・木久蔵チーム、増位山太志郎チーム、やしろ優チーム。
- 審査員はささきいさお（審査員長）、ロザンナ、尾木直樹、榊原郁恵、アントニオ古賀。
- この回からアシスタントが西山に交代。

#### お正月だヨ！オールスター家族対抗歌合戦・猪突猛唱スペシャル
2019年1月4日、3年連続となる新春特別番組として放送（19:00-20:55）。この回が平成最後の放送となったほか、現時点で正月特番としては最後の放送である。
- 出場家族は上杉香緒里チーム、オスマン・サンコンチーム、片岡安祐美チーム、小金沢昇司チーム、高木ブーチーム、平松政次チーム、福島和可菜チーム。
- 審査員はささきいさお（審査員長）、ロザンナ、尾木直樹、榊原郁恵、福井謙二。

#### KLMオランダ航空100周年 オールスター家族対抗歌合戦・令和元年!熱唱スペシャル!!
2019年8月10日に放送（19:00-20:55）。第7弾、且つ令和初の放送となったこの回は、協賛社のKLMオランダ航空の創立100周年を記念して放送された。
- 出場家族は井上あずみ・ゆーゆチーム、大泉逸郎チーム、大島麻衣チーム、カミナリチーム、三遊亭好楽・王楽チーム、三丘翔太チーム。
- 審査員は前回に引き続き、ささき（審査員長）、ロザンナ、尾木、榊原、福井が務めた。